# Cleomella obtusifolia
Cleomella obtusifolia är en paradisblomsterväxtart som beskrevs av John Torrey och Frem.. Cleomella obtusifolia ingår i släktet Cleomella, och familjen paradisblomsterväxter. Inga underarter finns listade i Catalogue of Life.